# Aszot Karapetian
Aszot Karapetian (ur. 9 maja 1999) – ormiański narciarz alpejski, uczestnik Zimowych Igrzysk Olimpijskich 2018.

## Osiągnięcia

### Igrzyska olimpijskie
| Miejsce | Dzień     | Rok  | Miejscowość | Konkurencja | Czas biegu  | Strata   | Zwycięzca    |
| ------- | --------- | ---- | ----------- | ----------- | ----------- | -------- | ------------ |
| 42.     | 22 lutego | 2018 | Pjongczang  | Slalom      | 2:08,08 min | +29,09 s | André Myhrer |

### Mistrzostwa świata
| Miejsce | Dzień     | Rok  | Miejscowość  | Konkurencja | Czas biegu  | Strata | Zwycięzca       |
| ------- | --------- | ---- | ------------ | ----------- | ----------- | ------ | --------------- |
| BDSQ1   | 17 lutego | 2017 | Sankt Moritz | Gigant      | -           | -      | Marcel Hirscher |
| 77.     | 19 lutego | 2017 | Sankt Moritz | Slalom      | 2:06,31 min | -      | Marcel Hirscher |

### Mistrzostwa świata juniorów
| Miejsce | Dzień   | Rok  | Miejscowość | Konkurencja | Czas biegu  | Strata   | Zwycięzca      |
| ------- | ------- | ---- | ----------- | ----------- | ----------- | -------- | -------------- |
| 47.     | 3 marca | 2016 | Soczi       | Gigant      | 2:58,32 min | +44,00 s | Marco Odermatt |
| DNF1    | 5 marca | 2016 | Soczi       | Slalom      | -           | -        | Istok Rodeš    |